# George Noory
George Ralph Noory  (Detroit, Míchigan; 4 de junio de 1950) es un presentador de radio estadounidense.
Desde 2008, Noory entra en el aire todos los días de la semana a medianoche en el popular programa de radio Coast to Coast AM.
George Noory nació en Detroit (Míchigan), pero se crio en Dearborn Heights, (Míchigan). En la actualidad reside en Los Ángeles (California) y en ocasiones emite desde San Luis (Misuri). Noory tiene más de 37 años de experiencia en la radiodifusión.

## Primeras etapas de su vida, carrera, y familia
George Noory sirvió nueve años en la Reserva Naval de los Estados Unidos como Teniente. Noory es católico de ascendencia libanesa. Él ha dicho que comenzó a fascinarse con la ufología y lo paranormal cuando tuvo una experiencia extracorporal cuando era niño. En la adolescencia, Noory se unió al NICAP, la organización OVNI que era una precursora de la organización MUFON. Noory llegó a San Luis en 1979 para ser director de noticias del canal 5 de la televisión KSDK poco antes de hacer la transición de regreso a la radio. A la edad de 28 años se convirtió en el director más joven de noticias del país en el canal KSTP 5 en Saint Paul (Minnesota), también tuvo una importante emisión desde la Universidad de Denver.
La familia de Noory dice que es de origen cristiano libanés, y su padre nació en El Cairo (Egipto), en 1922. Según Noory, fue criado como católico y su madre era una católica devota. Él dice que cree en "un Dios", pero algunos de sus puntos de vista, por ejemplo la reencarnación y la creación de la raza humana por extraterrestres, contradice la doctrina típica cristiana. 
Actualmente, Noory está divorciado y ha dicho durante un programa de Coast to Coast AM que se ha casado dos veces. Tiene 3 hijos y 4 nietos.
El 15 de mayo de 2009 Noory mencionó "en el aire" que es buceador.

## Coast to Coast AM
George Noory pasó a ser el sustituto de Coast to Coast AM antes de sustituir a Ian Punnett como presentador la noche del domingo. Su primer programa de radio fue el 28 de abril de 2001. El 1 de enero de 2003, durante las noches de entre semana Noory se hizo cargo de los derechos de emisión de Art Bell, que había decidido retirarse de nuevo. El 21 de enero de 2006, Art Bell anunció que volvería a Coast to Coast AM los sábados y los domingos, en sustitución de Ian Punnett los sábados, y Noory los dos primeros domingos del mes. Art Bell regresó a la onda el 22 de enero de 2006 tras el fallecimiento de su esposa el 5 de enero de 2006. Mientras Ian Punnett paso a emitir Coast to Coast Live las noches del sábado, Noory sigue siendo el presentador de la noche entre semana. Con Noory como presentador y Art Bell acogiendo los fines de semana, Coast to Coast AM sigue siendo uno de los programas de radio de medianoche más escuchados.
Noory ha anunciado repetidamente en el aire que está comprometido a seguir siendo el principal presentador de Coast to Coast al menos hasta el 2012, un año llamado con frecuencia el "Día del juicio final". Su compromiso se sustenta en un contrato a largo plazo con Premiere Radio Networks, una filial de Clear Channel Communications, que también produce programas para Rush Limbaugh, Dr. Laura y Glenn Beck. Noory ha destacado por su presentimiento de que el 2012 será un año de cambios catastróficos a escala mundial.
Desde entonces, Noory se retractó recientemente de su confesión de quedarse hasta el 2012. El 17 de agosto de 2007, George Noory hizo una declaración durante la tercera hora, aseguró que tuvo una reunión hace semanas con Premiere Radio Networks para delinear su mandato. Dijo que desea firmar otro contrato de cinco años en 2012, ampliando sus derechos de emisión hasta más o menos el 2017.